# Hans Helmuth von Lüttichau (1740-1801)
 Der er flere personer med dette navn, se Hans Helmuth Lüttichau.
Hans Helmuth von Lüttichau (18. juli 1740 på Tjele – 2. februar 1801 sammesteds) var en dansk godsejer, bror til Adam og Christian Tønne Frederik von Lüttichau.
Han var søn af Christian Ditlev von Lüttichau og Helle Trolle Urne, blev ritmester og kammerherre og overtog 1770 Stamhuset Tjele, Store Grundet og Højgård (Nørvang Herred).
Han ægtede 4. november 1763 Johanne Marie Charlotte Julie Brockdorff til Grundet (29. september 1741 på Grundet - 20. april 1816 i Christiansfeld), datter af Schack Brockdorff (1712-1761) og Sophie Hedevig Grabow (1713-1784).